# Zieleń (Łódź)
Pour les articles homonymes, voir Zieleń.
Zieleń (prononciation [ˈʑɛlɛɲ]) est un village de la gmina d'Uniejów, du powiat de Poddębice, dans la voïvodie de Łódź, situé dans le centre de la Pologne.
Il se situe à environ 4 kilomètres au sud-ouest d'Uniejów (siège de la gmina), 15 kilomètres à l'ouest de Poddębice (siège du powiat) et 52 kilomètres à l'ouest de Łódź (capitale de la voïvodie).
Sa population s'élève approximativement à 100 habitants.

## Administration
De 1975 à 1998, le village était attaché administrativement à l'ancienne voïvodie de Konin.

Depuis 1999, il fait partie de la nouvelle voïvodie de Łódź.